# 庫盧魮
庫盧魮（学名：Barbus kuiluensis）為輻鰭魚綱鯉形目鯉科魮屬的其中一個種。該物種於1930年由Jacques Pellegrin描述，主要分布於非洲剛果Kouilou河流域，體長可達7.2公分。

## 扩展阅读
維基物種上的相關：庫盧魮